# Mark Ryden
Mark Ryden (Medford, Oregon, 20 de Janeiro de 1963) é um pintor norte-americano.

## Biografia
Ryden é um dos mais renomados artistas do movimento de surrealismo-pop, uma arte underground e influenciada pela cultura pop que teve a origem de sua cena na década de 1970, no sul da California. Ele é reconhecido como o "Deus-Pai do surrealismo-pop" pela Interview Magazine. A estética de Ryden é desenvolvida a partir de sutis amálgamas de muitas fontes, que vão de David Ingres e outros classicistas franceses à little golden books. Ryden também obtém inspiração a partir de qualquer coisa que evoca mistério, isto é, brinquedos antigos, modelos de anatomia, animais empalhados, esqueletos e efêmeras religiosos encontrados em flea markets. De acordo com o The New York Times, "As imagens de Ryden fazem alusão às coisas psíquicas que pululam por entre a superfície sentimental, nostálgica e inocente do kitsch moderno".
Ryden nasceu em Medford, Oregon, em 20 de Janeiro de 1963, mas cresceu no sul da California. Ryden é filho de Barbara Ryden e Keith Ryden. Seu pai se sustentava através da pintura e da restauração e customização de carros, ele possui duas irmãs e dois irmãos; um deles também é um artista e chama-se Keyth Ryden, e o mesmo trabalha sob o nome de KRK. Ryden graduou-se no Art Center College of Design em Pasadena, em 1987.
De 1988 à 1998 Ryden sustentou-se como um artista comercial. Durante este período Ryden criou inúmeras capas de álbuns de estúdio, incluindo o Dangerous de Michael Jackson, o One Hot Minute do Red Hot Chili Peppers e o Love in an Elevator do Aerosmith. Durante este tempo, Ryden também criou capas de livros, incluindo o romance de Stephen King Desperation and The Regulators. Ryden sobreviveu como artista comercial até o seu trabalho ter sido reconhecido por Robert Williams, um membro fundador da Zap Comix Collective, que em 1994 o colocou na capa da Juxtapoz; uma revista devotada à "lowbrow art".

### Exibições (1998-Hoje)
O primeiro trabalho solo de Ryden estreou com o nome de The Meat Show em Pasadena, California, em 1998. Meat/Carne é um tema comum no trabalho de Ryden. Ryden observa o que há de desconexo em nossa cultura contemporânea que gira em torno de comer carne, observando a viva criatura da qual a mesma provém. "Eu suponho que seja a contradição que me faz trabalhar com o tema de carne em minha arte." (Diz Ryden). De acordo com Ryden, carne é a física substância que nos faz vivos através desta realidade. Todos nós estamos "vestindo" nossos corpos, e estes são meros trajes de carne.[carece de fontes?]

## Vida Pessoal
Ryden tem dois filhos, Rosie e Jasper. Em 24 de Outubro de 2009, Ryden casou-se com sua parceira que o acompanha há muitos anos, Marion Peck, na floresta tropical do noroeste do pacífico. Ele atualmente vive em Eagle Rock, California, onde ele divide um estúdio com a sua esposa.